# Yoel Romero
Yoel Romero Palacio (ur. 30 kwietnia 1977 w Pinar del Río) – kubański zapaśnik stylu wolnego, wicemistrz olimpijski (2000), multimedalista mistrzostw świata. Od 2009 roku zawodnik mieszanych sztuk walki (MMA). Jest starszym bratem zawodowego boksera Yoana Pablo Hernándeza.

## Kariera zapaśnicza
Na przełomie XX i XXI wieku był czołowym zapaśnikiem świata w wadze półciężkiej. Pierwszy znaczący sukces na arenie międzynarodowej odniósł w 1998 roku, zajmując 3. miejsce w mistrzostwach świata stylu wolnego. Rok później w Ankarze zdobył już czempionat globu.
W 2000 roku uczestniczył w igrzyskach olimpijskich w Sydney. Zdobył srebrny medal, ulegając w turnieju wagi półciężkiej jedynie Rosjaninowi Adamowi Sajtijewowi.
W następnych latach był dwukrotnym wicemistrzem świata (2002, 2005) i mistrzem igrzysk panamerykańskich (2003). W swoim drugim występie olimpijskim, w 2004 roku w Atenach, znalazł się tuż poza podium, zajmując 4. miejsce. Pięciokrotnie wygrywał mistrzostwa panamerykańskie. Złoto na igrzyskach Ameryki Środkowej i Karaibów w 1998. Zajął pierwsze miejsce w Pucharze Świata w 1998, 2000 i 2005; drugie w 1999; trzecie w 1997 roku.
W 2007 roku, podczas zawodów w Lipsku Romero zbiegł ze zgrupowania kadry i nie powrócił na Kubę. Zamieszkał na stałe w Norymberdze. Utrzymywał się z posady trenera zapasów. Później dołączyła tam do niego żona z córką.

## Kariera MMA

### Wczesna kariera
W grudniu 2009 roku w wieku 32 lat zadebiutował w zawodowym MMA. W ciągu półtora roku wygrał cztery walki z rzędu przed czasem (w tym w Dąbrowie Górniczej z polskim zawodnikiem Michałem Fijałką). 
W lipcu 2011 roku podpisał kontrakt ze Strikeforce, drugą co do wielkości organizacją MMA na świecie. Zadebiutował w niej 9 września, gdy podczas gali w Cincinnati zmierzył się z byłym mistrzem Strikeforce w wadze półciężkiej, Brazylijczykiem Rafaelem Cavalcante. Kubańczyk przegrał przez nokaut w drugiej rundzie.

### UFC
Mimo druzgocącej porażki z Cavalcante podpisał kontrakt z Ultimate Fighting Championship. Zadebiutował tam 20 kwietnia 2013, nokautując uderzeniem kolanem z wyskoku Clifforda Starksa. 
27 września 2014 pokonał przez techniczny nokaut Tima Kennedy’ego, a 27 czerwca 2015 zanotował największe zwycięstwo w swojej dotychczasowej karierze zawodnika MMA, pokonując przed czasem byłego mistrza UFC w wadze półciężkiej Lyoto Machide. 
8 lipca 2017 na UFC 213 zmierzył się o tymczasowe mistrzostwo UFC w wadze średniej z Australijczykiem Robertem Whittakerem, ostatecznie przegrywając z nim jednogłośnie na punkty. 
10 lutego 2018 na UFC 221 znokautował w trzeciej odsłonie rundowej Luke'a Rockholda. Początkowo ten pojedynek miał toczyć się o pas tymczasowy UFC w wadze średniej, jednak przez to, że Romero nie zrobił wagi, nie mógł zdobyć tego tytułu. 
Cztery miesiące później doszło do rewanżowego starcia z Robertem Whittakerem. Romero ponownie nie wykonał limitu wagowego, w związku z tym, w razie zwycięstwa nie miał szansy zdobyć tytułu. Pojedynek po pięciu rundach decyzją niejednogłośną zwyciężył Australijczyk.
Dwie następne walki przegrał także na punkty, m.in. z Paulo Costą oraz Israelem Adesanyą (pojedynek o pas mistrzowski w wadze średniej). Po tych porażkach został zwolniony z najlepszej federacji MMA na świecie.

### Bellator MMA
W grudniu 2020 ogłoszono, że podpisał kontrakt z jedną z czołowych, amerykańskich organizacji, Bellator MMA.
9 lutego 2021 roku ogłoszono, że weźmie udział w turnieju Bellator Light Heavyweight World Grand Prix. 16 kwietnia w ćwierćfinale na Bellator 257 miał zmierzyć się z Anthonym Johnsonem, jednak 26 marca ogłoszono, że walka zostanie przeniesiona na późniejszą galę Bellator 258. 29 kwietnia ogłoszono, że Yoelowi nie udało się przejść testów medycznych z powodu problemów z oczami, przez co walka została wycofana z karty. Na jego miejsce w turnieju wszedł Jose Augusto.
Oficjalny debiut dla organizacji odbył 18 września 2021 roku na gali Bellator 266. Jego rywalem był Phil Davis. Przegrał walkę przez niejednogłośną decyzję sędziów.
Oczekiwano, że 6 maja 2022 roku na Bellator 280 zmierzy się z doświadczonym Melvinem Manhoefem, jednak Holender wycofał się z walki z powodu kontuzji ręki i został zastąpiony przez Alexa Polizzi. Zwyciężył przez techniczny nokaut w ostatnich sekundach trzeciej rundy.
Walka z niedoszłym Manhoefem została tym razem przełożona na przypadającą 23 września 2022 roku galę Bellator 285. Romero brutalnie znokautował łokciami w trzeciej rundzie swojego rywala, dla którego była to ostatnia walka w karierze.
16 czerwca 2023 w walce wieczoru gali Bellator 297 w Chicago przystąpił do walki o pas mistrzowski Bellator MMA wagi półciężkiej, mierząc się z Wadimem Niemkowem. Przegrał jednogłośną decyzją sędziów (49-46, 49-46, 49-46).
24 lutego 2024 na mistrzowskiej gali PFL vs. Bellator: CHAMPS w Rijadzie zmierzył się z Thiago Santosem. W pojedynku w karcie głównej wydarzenia pokonał rywala jednogłośną decyzją sędziów.

## Lista zawodowych walk w MMA
| Wynik     | Bilans | Przeciwnik (bilans przed walką) | Rozstrzygnięcie                                    | Runda | Czas | Rozgrywki                               | Data       | Miejsce          | Uwagi |
| --------- | ------ | ------------------------------- | -------------------------------------------------- | ----- | ---- | --------------------------------------- | ---------- | ---------------- | --- |
| Wygrana   | 16-7   | Thiago Santos (22-11. 1 NC)     | Decyzja (jednogłośna)                              | 3     | 5:00 | PFL vs. Bellator: CHAMPS                | 24.02.2024 | Rijad            | |
| Przegrana | 15-7   | Wadim Niemkow (16-2. 1 NC)      | Decyzja (jednogłośna)                              | 5     | 5:00 | Bellator 297                            | 16.06.2023 | Chicago          | Pojedynek o pas mistrzowski Bellator MMA w wadze półciężkiej. Main Event                                                                                        |
| Wygrana   | 15-6   | Melvin Manhoef (32-15-1)        | KO (łokcie)                                        | 3     | 3:34 | Bellator 285                            | 23.09.2022 | Dublin           | Co-Main Event |
| Wygrana   | 14-6   | Alex Polizzi (10-1)             | TKO (ciosy pięściami w parterze)                   | 3     | 4:59 | Bellator 280                            | 06.05.2022 | Paryż            | Co-Main Event |
| Przegrana | 13-6   | Phil Davis (22-6)               | Decyzja (niejednogłośna)                           | 3     | 5:00 | Bellator 266                            | 18.09.2021 | Uncasville       | Debiut w Bellator MMA. Powrót do wagi półciężkiej. Main Event                                                                                                   |
| Przegrana | 13-5   | Israel Adesanya (18-0)          | Decyzja (jednogłośna)                              | 5     | 5:00 | UFC 248                                 | 07.03.2020 | Las Vegas        | Pojedynek o pas mistrzowski UFC w wadze średniej. Main Event |
| Przegrana | 13-4   | Paulo Costa (12-0)              | Decyzja (jednogłośna)                              | 3     | 5:00 | UFC 241                                 | 17.08.2019 | Anaheim          | Bonus za walkę wieczoru |
| Przegrana | 13-3   | Robert Whittaker (19-4)         | Decyzja (niejednogłośna)                           | 5     | 5:00 | UFC 225                                 | 09.06.2018 | Chicago          | Pojedynek o pas mistrzowski UFC w wadze średniej, Romero po raz drugi nie wykonał wagi i walka nie toczyła się o pas. Bonus za walkę wieczoru. Main Event       |
| Wygrana   | 13-2   | Luke Rockhold (16-3)            | KO (ciosy)                                         | 3     | 1:28 | UFC 221                                 | 10.02.2018 | Perth            | Pojedynek o tymczasowy pas mistrzowski UFC w wadze średniej, Kubańczyk nie zrobił wagi i w razie jego zwycięstwa nie otrzymał tytułu mistrzowskiego. Main Event |
| Przegrana | 12-2   | Robert Whittaker (18-4)         | Decyzja (jednogłośna)                              | 5     | 5:00 | UFC 213                                 | 08.07.2017 | Las Vegas        | Pojedynek o tymczasowy pas mistrzowski UFC w wadze średniej. Bonus za walkę wieczoru. Main Event                                                                |
| Wygrana   | 12-1   | Chris Weidman (13-1)            | TKO (latające kolano i ciosy pięściami w parterze) | 3     | 0:24 | UFC 205                                 | 12.11.2016 | Nowy Jork        | Bonus za występ wieczoru |
| Wygrana   | 11-1   | Ronaldo Souza (22-3)            | Decyzja (niejednogłośna)                           | 3     | 5:00 | UFC 194                                 | 12.12.2015 | Las Vegas        | |
| Wygrana   | 10-1   | Lyoto Machida (22-6)            | KO (ciosy łokciami)                                | 3     | 1:38 | UFC Fight Night: Machida vs. Romero     | 27.06.2015 | Hollywood        | Bonus za występ wieczoru. Main Event |
| Wygrana   | 9-1    | Tim Kennedy (18-4)              | TKO (ciosy pięściami)                              | 3     | 0:38 | UFC 178                                 | 27.09.2014 | Las Vegas        | Bonus za walkę wieczoru |
| Wygrana   | 8-1    | Brad Tavares (12-1)             | Decyzja (jednogłośna)                              | 3     | 5:00 | UFC on Fox: Werdum vs. Browne           | 19.04.2014 | Orlando          | |
| Wygrana   | 7-1    | Derek Brunson (11-2)            | TKO (ciosy pięściami)                              | 3     | 3:23 | UFC Fight Night: Rockhold vs. Philippou | 15.01.2014 | Duluth           | Bonus za walkę wieczoru |
| Wygrana   | 6-1    | Ronny Markes (14-1)             | KO (ciosy pięściami)                               | 3     | 1:39 | UFC: Fight for the Troops 3             | 06.11.2013 | Fort Campbell    | |
| Wygrana   | 5-1    | Clifford Starks (8-1)           | KO (cios kolanem z wyskoku)                        | 1     | 1:32 | UFC on Fox 7 - Henderson vs. Melendez   | 20.04.2013 | San Jose         | Debiut w wadze średniej. Debiut w UFC. Bonus za nokaut wieczoru                                                                                                 |
| Przegrana | 4-1    | Rafael Cavalcante (10-3)        | KO (ciosy pięściami)                               | 2     | 4:51 | Strikeforce: Barnett vs. Kharitonov     | 10.09.2011 | Cincinnati       | |
| Wygrana   | 4-0    | Laszlo Eck (0-0)                | KO (cios pięścią)                                  | 1     | 0:33 | Fight of the Night 2011                 | 27.05.2011 | Greding          | |
| Wygrana   | 3-0    | Nikita Petrovs (1-4)            | TKO (niezdolność do walki)                         | 1     | 2:58 | SFC 3: MMA Fight Night                  | 05.03.2011 | Gießen           | |
| Wygrana   | 2-0    | Michał Fijałka (6-1)            | TKO (niezdolność do walki)                         | 3     | 4:05 | IFF 1: Odwieczna walka                  | 08.10.2010 | Dąbrowa Górnicza | |
| Wygrana   | 1-0    | Sascha Weinpolter (7-1)         | TKO (ciosy pięściami)                              | 1     | 0:48 | Fight of the Night 2009                 | 20.12.2009 | Norymberga       | Debiut w MMA |